# Rubus delavayi
Rubus delavayi är en rosväxtart som beskrevs av Adrien René Franchet. Rubus delavayi ingår i släktet rubusar, och familjen rosväxter. Inga underarter finns listade i Catalogue of Life.